# Antiracisme
Antiracisme is de bestrijding van racisme en de onderdrukking van minderheidsgroepen en het streven naar de beëindiging ervan.
Antiracisme komt tot uiting in acties, bewegingen en beleid die tot doel hebben racisme tegen te gaan. In het algemeen is het doel een egalitaire samenleving te bevorderen waarin mensen niet worden gediscrimineerd op basis van hun ras. Antiracisten zien racisme als een schadelijk en sociaal alomtegenwoordig verschijnsel dat alleen uitgebannen kan worden door bepaalde veranderingen in het politieke, economische en/of sociale leven.

## België en Nederland
Het antiracisme beleefde een doorbraak in België en Nederland in de jaren tachtig als gevolg van de opmars van extreemrechts. Ook zorgde de economische crisis ervoor dat de aandacht voor gelijkheid van kansen en sociale rechtvaardigheid toenam.

## Antiracistische organisaties en bewegingen

#### Internationaal
- Europese Commissie tegen Racisme en Intolerantie[3]
- Mensenrechtenraad van de Verenigde Naties Werkgroep rond hedendaagse vormen van racisme, rassendiscriminatie, xenofobie en gerelateerd geweld.[4]

#### Verenigde Staten
- Black Lives Matter
- Afro-Amerikaanse burgerrechtenbeweging

#### België
- Unia
- Minderhedenforum

#### Nederland
- NiNsee
- Nederland Bekent Kleur
- Black Archives
- BIJ1
- DENK

## Kritiek
Critici vinden dat antiracistische bewegingen de polarisatie in de maatschappij opwekken. Volgens een onderzoek in het tv-programma Hart van Nederland, na de protesten van de dood van George Floyd in 2020 die door hardhandig politieoptreden om het leven kwam, bleek dat 36% van de bevraagden tegenstellingen zien toenemen door antiracisme-demonstraties.